# 2016 au Vatican
Chronologie du Vatican
- 2012
- 2013
- 2014
- 2015
- 2016
- 2017
- 2018
- 2019
- 2020

2014 par pays en Europe - 2015 par pays en Europe - 2016 par pays en Europe
2014 en Europe - 2015 en Europe - 2016 en Europe
Cette année 2016 est marquée par l'Année sainte célébrant le jubilé de la Miséricorde, proclamée par le pape françois par la bulle Misericordiae vultus, ainsi que la publication de l'exhortation apostolique Amoris lætitia concluant les deux synodes sur la famille de 2014 et 2015.

## Administration
- Pape : François
- Président du Gouvernorat : Giuseppe Bertello
- Camerlingue de la Sainte Église romaine : Jean-Louis Tauran
- Cardinal secrétaire d'État : Pietro Parolin

## Chronologie

### Janvier 2016

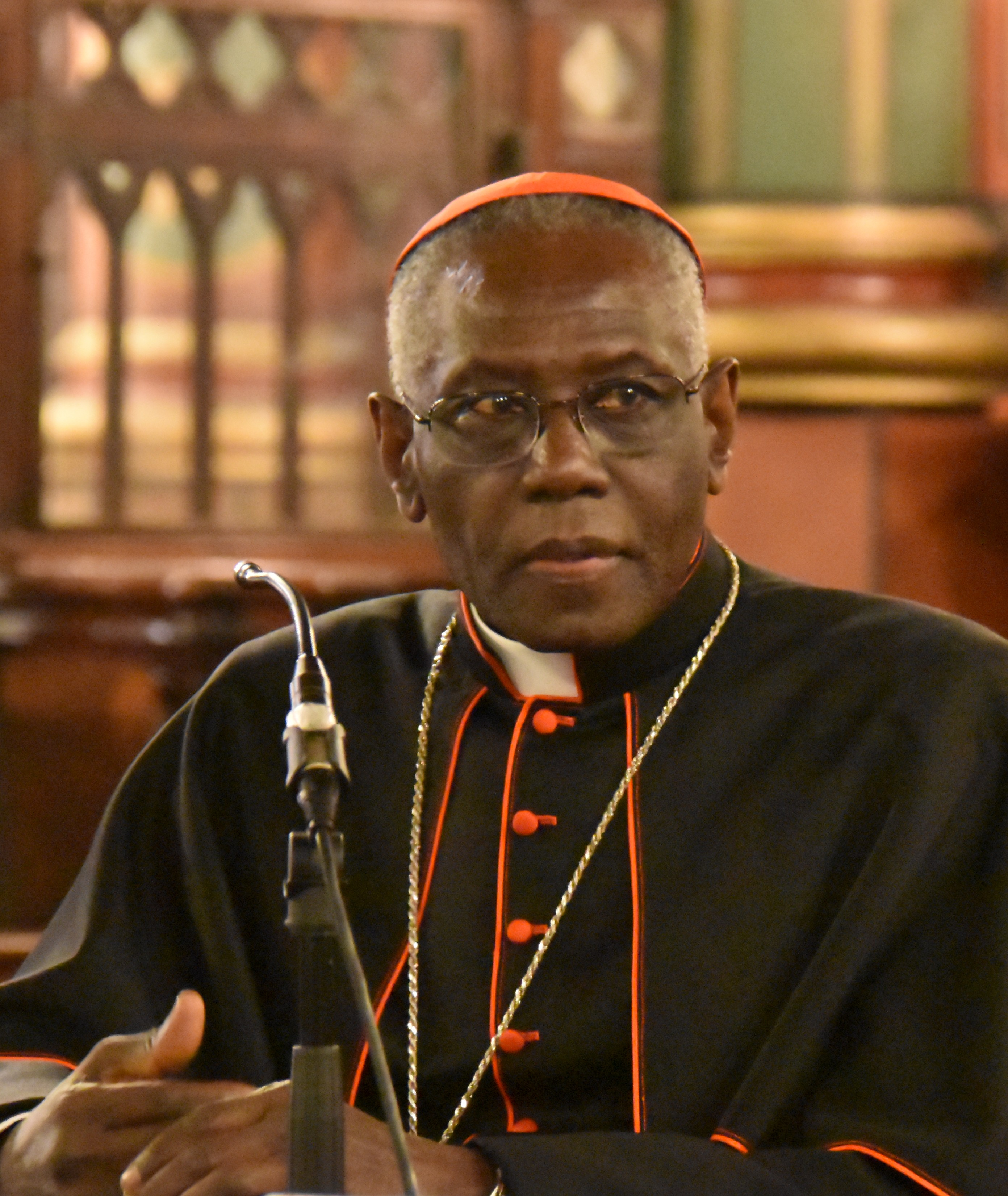
Cardinal Robert Sarah

- Lundi 4 janvier 2016 : érection de l'Éparchie Sainte-Marie reine de la Paix des syro-malankars des États-Unis et du Canada à partir de l'exarchat éponyme, celui-ci voit sa juridiction aussi étendue au Canada, le siège épiscopal est défini à Elmont, Mgr Thomas Eusebius (en) est aussi nommé premier éparque de l'éparchie en continuité de son ministère d'exarque[1].
- Jeudi 7 janvier 2016 : érection de l'Exarchat apostolique du Canada pour les fidèles syro-catholiques par division de l'éparchie Notre-Dame de la Délivrance de Newark des Syriaques[2].
- Mardi 12 janvier 2016 : publication du livre « Le nom de Dieu est miséricorde », livre-interview du Pape François par le vaticaniste Andrea Tornielli. Ce livre est axé sur la miséricorde. Dans le livre, le pape se remet en question, et explique que lui aussi est pécheur et que lui aussi aurait pu chuter comme les prisonniers[3].
- Mercredi 20 janvier 2016 : érection de l'Exarchat apostolique de Colombie des Maronites [4].
- Jeudi 21 janvier 2016 : promulgation d'un décret de la congrégation pour le culte divin et la discipline des sacrements en date du 6 janvier par le cardinal-préfet Robert Sarah sur demande du pape François, modifiant la cérémonie du lavement des pieds dans le rite romain. S'appuyant sur le chapitre 13 de l'évangile selon Jean, notamment sur la nécessité d'amour fraternel et du salut de la race humaine tout entière, le lavement des pieds jusque-là réservé à des garçons pris parmi le peuple de Dieu, est étendu à l'ensemble du peuple dans sa diversité. Le cérémonial des évêques et le missel romain sont ainsi modifiés[5].
- Vendredi 22 janvier 2016 : au cours de l'audience accordée au tribunal de la rote romaine à l'occasion de l'ouverture de la nouvelle année judiciaire, le pape est revenu sur deux points importants selon Andrea Tornielli. Le premier point est sur l'indissolubilité du mariage, réaffirmant que la parole lors des deux derniers synodes a été de « montrer au monde qu'il ne peut y avoir aucune confusion entre la famille voulue par Dieu et tout autre type d'union. », le rôle du tribunal de la rote étant donc de garder la vérité sur le mariage mais aussi de « garder à l'esprit » ceux qui vivent dans l'état objectif de l'erreur. Le deuxième point concernait les réformes sur les cas d'invalidité de mariage avec les motu proprio Mitis Iudex Dominus Iesus et Mitis et misericors Iesus, il a alors clarifié que « la qualité de la foi n'est pas une condition essentielle du consentement matrimonial »[6].
- Lundi 25 janvier 2016 : Fête de la conversion de Saint-Paul
  - Érection du diocèse de Saint-François-d'Assise de Jutiapa au Guatemala par division du diocèse de Jalapa[7].
  - Attribution du droit commun à la province ecclésiastique de l'archidiocèse de Keewatin-Le Pas au Canada, transférant ainsi la juridiction sur les diocèses qui la composent de la Congrégation pour l'évangélisation des peuples à la Congrégation pour les évêques[7].

### Février 2016
- Lundi 8 et mardi 9 février 2016 : 13e réunion du conseil des cardinaux permettant d'approfondir la réflexion au sujet de la synodalité et de la décentralisation et de présenter au pape les propositions du conseil concernant les deux nouveaux dicastères  «Laïcs, famille et vie» d'une part, «Justice, paix et migrations» d'autre part[8].
- Vendredi 12 février 2016 : rencontre entre François et Cyrille de Moscou à Cuba. Il s'agit de la première rencontre de l'histoire entre le pape de l'Église catholique et le chef de l'Église orthodoxe russe[9],[10].

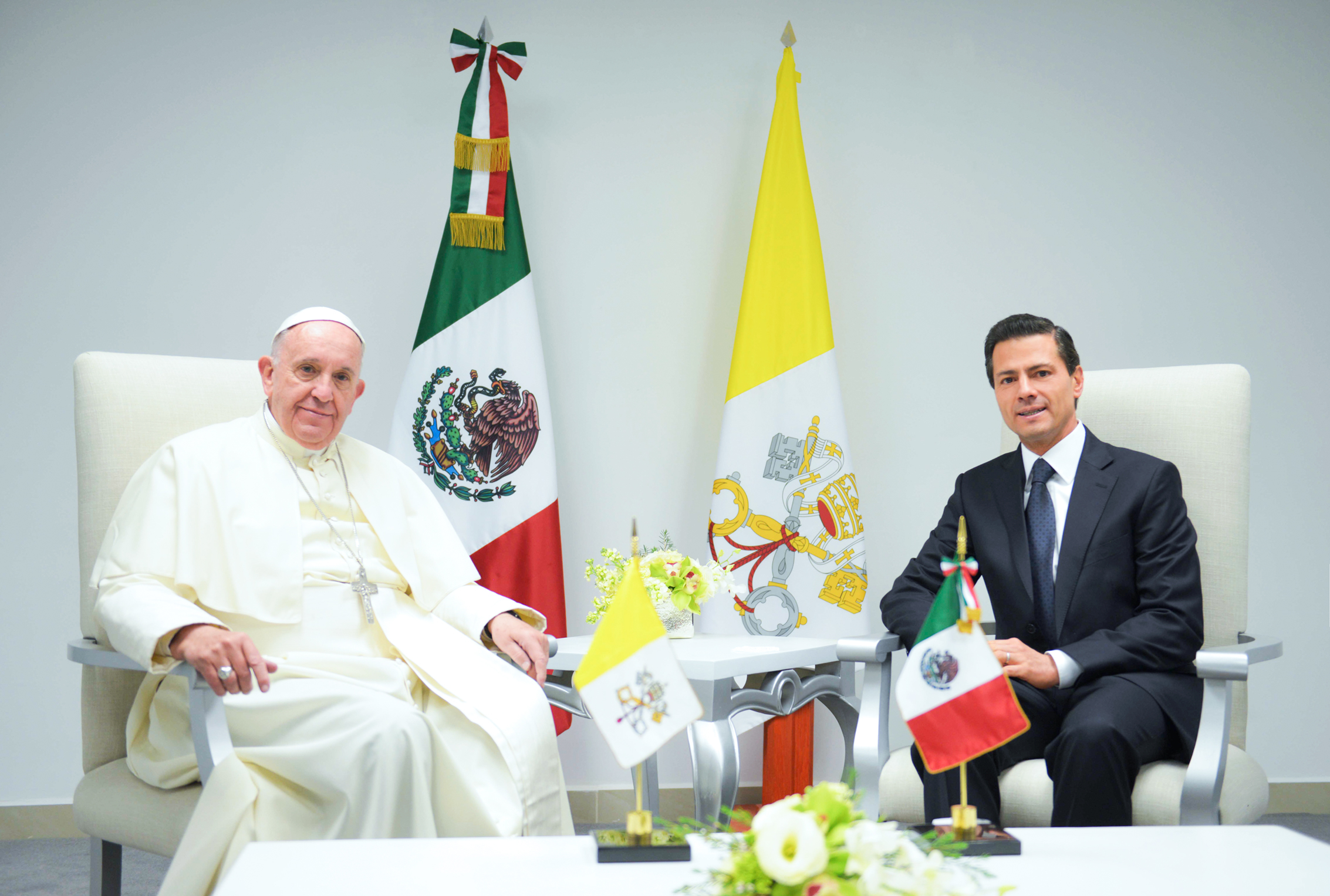
le pape François avec le président du Mexique Enrique Peña Nieto

- Vendredi 12 au jeudi 18 février 2016 : visite pastorale au Mexique. Le pape François se rend notamment à la basilique Notre-Dame-de-Guadalupe, et dans plusieurs autres villes dont Ciudad Juarez, ville symbole de la violence des narcotrafiquants[11].

### Mars 2016
- Jeudi 3 mars 2016 : ratification de l'accord bipartie entre le Saint-Siège et le Timor oriental signé le 14 août 2015 au palais du Gouvernement à Dili[12].
- Dimanche 6 au vendredi 11 mars 2016 : exercices spirituels de carême du Pape et de la curie romaine à Ariccia près de Rome[13].

### Avril 2016
- Vendredi 8 avril 2016 : publication de l'exhortation apostolique postsynodale Amoris laetitia [14],[15].
- Lundi 11 avril 2016 : érection du diocèse de Rayagada en Inde par division du diocèse de Berhampur[16].
- Lundi 11 au mercredi 13 avril 2016 : 14e rencontre du conseil des cardinaux.
- Samedi 16 avril 2016 : visite du Pape à Lesbos à la rencontre des réfugiés.

### Mai 2016
- Vendredi 20 mai 2016
  - Rescrit du cardinal Pietro Parolin au nom du pape François sur une précision de l'interprétation du canon 579 du Code de droit canonique de 1983, où il est précisé que la non consultation préalable du Siège apostolique pour l'érection d'un nouvel institut de vie consacrée rend le décret de création nul[17].
  - Signature du premier accord bipartie entre le Saint-Siège et la République démocratique du Congo fixant les règles juridiques entre l’État et l’Église catholique. L'accord a été signé par le ministre des Affaires étrangères du Congo Raymond Tshibanda N’tungamulongo d'une part et par Mgr Paul Richard Gallagher pour le Saint-Siège[18].
- Samedi 21 mai 2016 : mise au point du pape émérite Benoît XVI par l'intermédiaire de la salle de presse du Saint-Siège sur les Secrets de Fátima. Le pape émérite réaffirme que le troisième message a été entièrement révélé sur demande du pape Jean-Paul II et que donc les rumeurs portant sur l'existence d'un quatrième message ou de la suite du troisième sont une « pure invention »[19].
- Lundi 23 juin 2016 :  venue au Vatican de l'imam Ahmed el-Tayeb pour une première visite historique entre un pape et un grand imam de la mosquée Al-Azhar[20].

### Juin 2016
- Samedi 4 juin 2016 : 
  - Promulgation et publication du motu proprio Come una madre amorevole du pape François, portant sur la possibilité de révocation ecclésiastique par la congrégation de la curie compétente, un évêque ou une dignité supérieures, dans le cas de manquement grave dans la protection des plus faibles notamment les abus sexuels commis sur des mineurs. Le motu proprio est publié aussi dans l'Osservatore Romano pour prendre effet le 5 septembre suivant[21].
  - Publication des statuts provisoires ad experimentum pour la création d'un nouveau dicastère : « Dicastère pour les laïcs, la famille et la vie », qui verra à partir du 1er septembre, la fusion des conseils pontificaux pour la famille et les laïcs. La constitution Pastor Bonus est elle aussi modifiée afin de permettre ce changement[22].
- Mardi 7 juin 2016 : excommunication par le pape François du groupe « Bambino Gesù di Gallinaro » dénoncée comme une secte dirigée par Samuel Morcia et se faisant appeler « Église chrétienne universelle de la Nouvelle Jérusalem », le motif énoncée pour l'excommunication est le « délit de schisme »[23].
- Lundi 6 au mercredi 8 juin 2016 : quinzième réunion du conseil des cardinaux dont les travaux ont porté plus spécifiquement sur la secrétairerie d'État, les congrégations pour les évêques, pour l’éducation catholique, pour les Églises orientales et pour le clergé et sur les conseils pontificaux pour la culture, pour la promotion de l'unité des chrétiens et pour le dialogue interreligieux[24].
- Jeudi 9 juin 2016 : érection de l'Ordinariat d'Espagne des catholiques orientaux[25].
- Samedi 11 juin 2016 : publication d'un décret du cardinal-préfet de la Congrégation pour le culte divin et la discipline des sacrements : Robert Sarah à la demande du pape François élève la célébration liturgique dans le calendrier romain général de Sainte Marie-Madeleine du degré de mémoire à celui de fête, sans changer ni la date de la célébration ni les textes mais en y apportant une  préface propre[26].
- Mardi 14 juin 2016 : publication de la lettre Iuvenescit Ecclesia de la Congrégation pour la doctrine de la foi destinée aux évêques de l’Église catholique sur les dons hiérarchiques et charismatiques pour la vie et la mission de l’Église[27].
- Lundi 20 juin 2016 : consistoire ordinaire public convoqué par le pape François pour l'occasion de l'annonce solennelle de prochaines canonisations, et l'élevation à l'ordre des cardinaux-prêtres de William Joseph Levada, Franc Rodé, Andrea Cordero Lanza di Montezemolo et Albert Vanhoye, leurs titres cardinalice étant élevés pro hac vice comme paroisses[28].

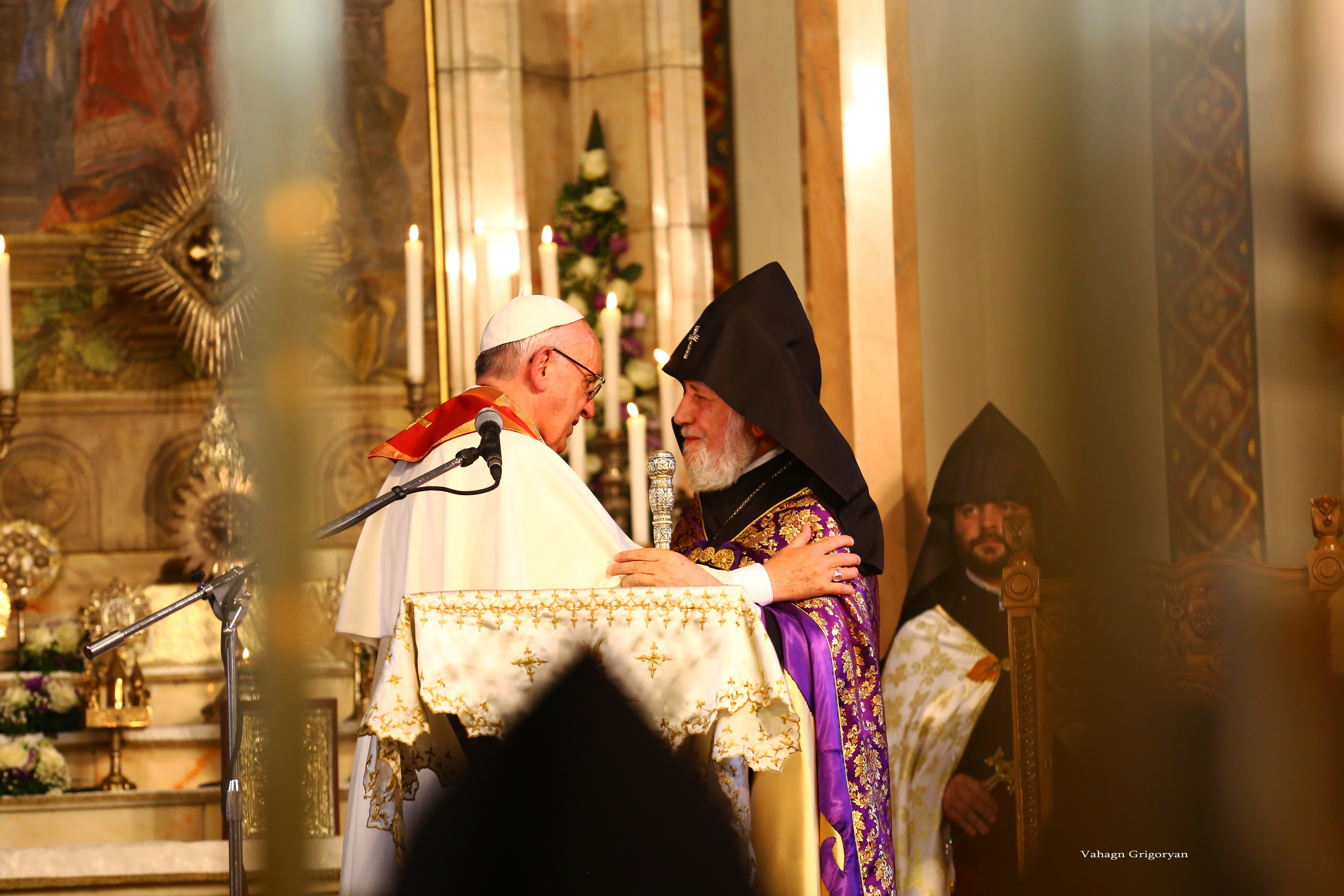
le pape François avec le patriarche Garéguine II Nersissian

- Vendredi 24 au dimanche 26 juin 2016 : visite du pape en Arménie, en signe notamment de rapprochement avec les Églises orientales[29]. L'utilisation par François du terme « génocide » lors de son discours devant le président arménien provoque la colère du gouvernement turc qui l'accuse d'endosser « la mentalité des croisée »[30].
- Mardi 28 juin 2016 : célébration des 65 ans de sacerdoce du pape émérite Benoît XVI et de son fère Georg Ratzinger en présence du pape François [31].
- Mercredi 29 juin 2016 : solennité des Saints Pierre et Paul avec la remise des palliums

### Juillet 2016
- Du lundi 25 juillet au lundi 1er août 2016 : 31e journée mondiale de la jeunesse à Cracovie en Pologne avec pour thème la Miséricorde, sur les traces de sainte Faustine Kowalska et de Jean-Paul II, apôtres de la Miséricorde divine.
- Samedi 9 juillet 2016 : publication du motu proprio I beni temporali du pape François en date du 4 juillet sur une réforme des relations entre le Secrétariat pour l'économie et l'Administration du patrimoine du siège apostolique, le texte abroge notamment l'article 17 des statuts du secrétariat[32].
- Vendredi 22 juillet 2016 : publication de la constitution apostolique Vultum Dei quaerere du pape François signée le 29 juin précédent en la Solennité des saints Pierre et Paul, portant sur la vie contemplative féminine modifiant à l'occasion le CIC et abrogeant certains articles de la constitution Sponsa Christi et aux instructions Inter praeclara et Verbi Sponsa, cette constitution est principalement à destination de la Congrégation pour les instituts de vie consacrée et les sociétés de vie apostolique[33].
- Jeudi 28 juillet 2016 : érection de l'éparchie de Grande-Bretagne des Syro-Malabars par le pape François, avec la nomination du Père Joseph Srampickal comme premier éparche[34].

### Août 2016
- Mercredi 17 août 2016 : 
  - Publication du motu proprio Sedula Mater promulgué le 15 août précédent en la fête de l'Assomption de Marie, instituant un nouveau dicastère pour les laïcs, la famille et la vie. Cette création entraine alors la suppression des conseils pontificaux pour les laïcs et celui pour la famille, suppression devant prendre effet le 1er septembre suivant. Cette création fait suite à l'approbation provisoire des statuts ad experimentum le 4 juin précédent. Ce nouveau dicastère n'est par contre défini ni comme un conseil pontifical ni comme une congrégation romaine. Mgr Kevin Farrell, figure "modérée" de l'épiscopat américain selon la presse américaine, est nommé premier préfet du dicastère[35],[36].
  - Publication d'un chirographe du pape, en date lui aussi du 15 août précédent, annonçant la nomination de Mgr Vincenzo Paglia comme Grand chancelier de l’Institut pontifical Jean-Paul II, et président de l'Académie pontificale pour la vie qui sera désormais rattachée au nouveau dicastère[35].
- Mercredi 31 août 2016 : Publication du motu proprio Humanam progressionem, daté du 17 août[37] instituant un nouveau dicastère pour le service du développement humain intégral. Cette création entraine la suppression, au 1er janvier suivant, des conseils pontificaux "Justice et Paix", "Cor Unum", pour la pastorale des migrants et des personnes en déplacement et pour la pastorale des services de la santé. Les statuts du dicastère sont publiés ad experimentum le même jour. Le cardinal Peter Turkson, déjà président du conseil pontifical Justice et Paix, est nommé premier préfet du dicastère[38].

### Septembre 2016
- Dimanche 4 septembre 2016 : canonisation de Mère Teresa par le pape François sur la place Saint-Pierre de Rome. La cérémonie s'est déroulée en présence de cent mille personnes, ainsi que du brésilien Marcilio Haddad qui a été guéri miraculeusement par l'intercession de la bienheureuse et permit ainsi sa canonisation[39],[40].
- Mardi 6 septembre 2016 : signature d'un accord cadre au palais de la Renaissance à Bangui en République centrafricaine avec le Saint-Siège, dans lequel selon un communiqué « les deux parties s’engagent à collaborer pour le bien-être moral, spirituel et matériel de la personne humaine et pour la promotion du bien commun ». Cet accord est signé d'une part par le nonce apostolique en République centrafricaine Mgr Franco Coppola d'une part en présence de l'archevêque de Bangui Mgr Dieudonné Nzapalainga, et de Charles Armel Doubane (en) ministre des affaires étrangères d'autre part. Cet accord fait suite à la visite du pape François en novembre 2015 dans le pays[41],[42].
- Lundi 12 au mercredi 14 septembre 2016 : seizième réunion du conseil des cardinaux dont les travaux ont porté plus spécifiquement sur les congrégations pour les évêques, pour l’éducation catholique, et pour le clergé et sur le conseil pontifical pour la promotion de l'unité des chrétiens ainsi que sur le profil des évêques et des nonces apostoliques[43].
- Jeudi 15 septembre 2016 : promulgation de la lettre apostolique en forme de motu proprio De concordia inter Codices en date du 31 mai 2016 par le pape François harmonisant le code de droit canonique et le code des canons des Églises orientales sur quelques aspects précis, en particulier en ce qui concerne les questions du baptême et du mariage. Cette harmonisation est rendue nécessaire par le nombre de plus en plus importants de chrétiens de rites orientaux, venus d'Europe de l'Est ou du Moyen-Orient émigrant vers les pays de tradition latine. Les nouveaux textes prévoient donc les règles applicables par les ministres de l’Église de rite latin lorsqu'ils sont confrontés à des demandes de mariage ou de baptême de chrétiens orientaux[44].
- Mardi 20 septembre 2016 : visite du pape à Assise pour la clôture de la 30e journée mondiale de prière pour la paix, en présence de nombreux dignitaires d'autres religions[45].
- Jeudi 22 septembre 2016 : approbation ad experimentum et publication des statuts du Secrétariat pour la communication institué par la lettre apostolique L’attuale contesto comunicativo du 27 juin 2015 par le pape François. La langue italienne y est définie comme langue officielle du secrétariat, et les entités juridiques des médias du Vatican seront dissous pour être pleinement intégrés au secrétariat. Il est composé par cinq directions, dans lesquelles on retrouve notamment celle du Bureau de presse du Saint-Siège[46].

### Octobre 2016
- Vendredi 30 septembre au dimanche 2 octobre 2016 : visite pastorale en Géorgie et en Azerbaïdjan sur le thème de la paix dans le Caucase, de l'œcuménisme et du dialogue inter-religieux.
- Samedi 15 octobre 2016 : entrée en vigueur de la convention entre le Saint-Siège et la République italienne en matière fiscale[47].
- Vendredi 21 octobre 2016 : signature d'un accord cadre entre le Bénin et le Saint-Siège, par Aurélien Agbénonci, ministre des Affaires étrangères du Bénin d'une part, et par Mgr Brian Udaigwe, nonce apostolique au Bénin d'autre part. L'accord porte sur le statut juridique de l’Église et de ses institutions au Bénin[48].
- Mardi 25 octobre 2016 : publication de l'instruction Ad resurgendum cum Christo de la Congrégation pour la doctrine de la foi par son préfet le cardinal Müller assisté du Père Serge-Thomas Bonino secrétaire de la CTI. Cette instruction traite de « la sépulture des défunts et la conservation des cendres en cas d’incinération ». Elle réaffirme la « préférence » de l’Église pour l'inhumation mais précise que « l’incinération n’est pas interdite, "à moins qu’elle n’ait été choisie pour des raisons contraires à la doctrine chrétienne" ». L'instruction précise toutefois, qu'après incinération, les cendres doivent être conservées dans un cimetière ou un lieu sacré et non dispersées, partagées ou gardées à domicile[49].
- Vendredi 28 octobre 2016 : renouvellement des membres de la Congrégation pour le culte divin et la discipline des sacrements avec notamment la nomination de Piero Marini, l'ancien cérémoniaire des papes Jean-Paul II et Benoît XVI[50].
- Lundi 31 octobre et mardi 1er novembre 2016 : visite du pape en Suède à l'invitation de la fédération luthérienne mondiale pour une prière œcuménique à l'occasion des 500 ans de la Réforme sous l'impulsion de Luther[51].

### Novembre 2016
- Samedi 19 novembre 2016 : consistoire ordinaire public pour la création de dix-sept nouveaux cardinaux dont treize électeurs dans la basilique Saint-Pierre[52]. Le prélat Sebastian Koto Khoarai ne pouvant effectuer de voyage recevra sa barrette directement dans son diocèse[53]. Les cardinaux se sont ensuite déplacés avec le pape pour rencontrer le pape émérite Benoît XVI qui les as bénis[54].

- Dimanche 20 novembre 2016 : Fête du Christ-Roi

Clôture de l'Année sainte extraordinaire pour le Jubilé de la Miséricorde, avec la fermeture de la porte sainte, la messe conclusive et la signature par le pape François de la lettre apostolique Misericordia et misera, remise ensuite à plusieurs personnes « représentantes du peuple de Dieu », dont notamment le cardinal Luis Antonio Tagle.
- Lundi 21 novembre 2016 : publication de la lettre apostolique Misericordia et misera en salle de presse et présentation par le président du conseil pontifical pour la promotion de la nouvelle évangélisation Mgr Rino Fisichella[57]. La lettre porte sur un bilan par le pape de l'année jubilaire et la prise de décision notamment sur la volonté de poursuivre l'expérience des Missionnaires de la miséricorde[58],[59].
- Mardi 29 novembre 2016 : la Porte Sainte de la Basilique Saint-Pierre est murée selon la tradition[Note 1] et ne sera rouverte qu'en 2025 à moins d'un nouveau jubilé extraordinaire[60].

### Décembre 2016
- Lundi 12 au mercredi 14 décembre 2016: XVIIe rencontre du conseil des cardinaux poursuivant ses réflexions sur les dicastères de la curie en particulier sur les congrégations pour l'évangélisation des peuples, pour les évêques et pour les Églises orientales ainsi que sur la secrétairerie d'État[61].